# Madagascar Mad Pursuit
Madagascar Mad Pursuit ist eine Achterbahn in Dubai.
Die Bahn im Erlebnispark Motiongate gehört zum Typ Infinity Coaster des deutschen Achterbahnherstellers Gerstlauer Amusement Rides. Die Bahn wird mit einem Linearsynchronmotor angetrieben, wodurch ein traditioneller Lifthill unnötig ist. Bei einer Höhe von bis zu 22 m sowie einer Streckenlänge von 678 m wird der Zug bis zu 83 km/h schnell. Acht Personen sitzen pro Wagen in zwei Viererreihen, die Fahrgäste müssen eine Körpergröße von mindestens 1,25 m haben, um fahren zu dürfen. Madagascar Mad Pursuit ist der erste Infinity Coaster von Fahrgeschäftehersteller Gerstlauer in Dubai.

## Fahrt
Madagascar Mad Pursuit bietet mehrere Showelemente während der Fahrt. Das Fahrzeug fährt zu Beginn eine lang gezogene Linkskurve hinunter zur Launchschiene. Zu Beginn des Launchs (Katapultstarts) wird das Fahrzeug angehalten, und die Fahrgäste erwartet eine kurze Show, die Elemente der Kinofilmreihe Madagascar enthält.